# 허자오이
허자오이(중국어: 何超儀, 병음: Ho Chiu-yee, 한자음: 하초의, 1974년 12월 26일 ~ )는 홍콩의 배우, 가수이며, 기업가 스탠리 호의 딸이다.

## 출연 작품
- 엣지 오브 더 월드 (2021)
- 제7황언 (2015)
- 소림 셔틀콕 (2015)
- 호텔 룸 (2015)
- 정자왕 3D (2014)
- 더 어파슬 (2013)
- 오픈 그레이브 (2013)
- 백년부성 (2012)
- 더 쿠리어 (2012)
- 모터웨이: 분노의질주 (2012)
- 컨테이젼 (2011)
- 드림 홈 (2010)
- 도망자 Plan.B (2010)
- 컷 쇼트 (2009)
- 포커 킹 (2009)
- 살인범 (2009)
- 유다리아일호 (2009)
- 스트리트 파이터 - 춘리의 전설 (2009)
- 사랑의 연대기 (2008)
- 드러머 (2007)
- 대장부 2 (2006)
- 사대천왕 (2006)
- 익사일 (2006)
- 이사벨라 (2006)
- 정무가정 (2005)
- 육장사 (2004)
- 나비 (2004)
- 1:99 전영행동 (2003)
- 호정 (2003)
- 태양무지 (2003)
- 트윈 이펙트 (2003)
- 야랑 (2002)
- 간전가족 (2002)
- 데드 오어 얼라이브 3 - 파이널 (2002)
- 당남인변성여인 (2002)
- 버추얼 웨폰 (2002)
- 적대 (2001)
- 지구천장 (2001)
- 공포열선대전영 - 대두괴영 (2001)
- 욕망지성 (2001)
- 비가전기 (2001)
- 고혹녀 2 (2000)
- 배드 보이즈 (2000)
- 슬로우 페이드 (1999)
- 퍼플 스톰 (1999)
- 상견니 (1998)
- 친니친니 : 안나마덕련나 (1997)
- 차이니즈 박스 (1997)
- 주성치의 가유희사 97 (1997)
- 사개32A화일개향초소년 (1996)
- 천애해각 : 영원한 사랑 (1996)
- 현대고혹자 (1995)
- 청춘화화 (1994)